# Microchilus microcalcar
Microchilus microcalcar är en orkidéart som beskrevs av Paul Ormerod. Microchilus microcalcar ingår i släktet Microchilus och familjen orkidéer. Inga underarter finns listade i Catalogue of Life.